# 凱伊皮利根湖
62°37′11″N 177°38′08″E / 62.6197°N 177.6356°E
凱伊皮利根湖（俄语：Кэйпильгын），是俄羅斯的湖泊，位於該國東北部楚科奇自治區，由阿納德爾區負責管轄，長8.1公里、寬7公里，面積37平方公里，海拔高度0.3米，湖岸線長度31公里，平均水深5米。